# Картофельные клёцки

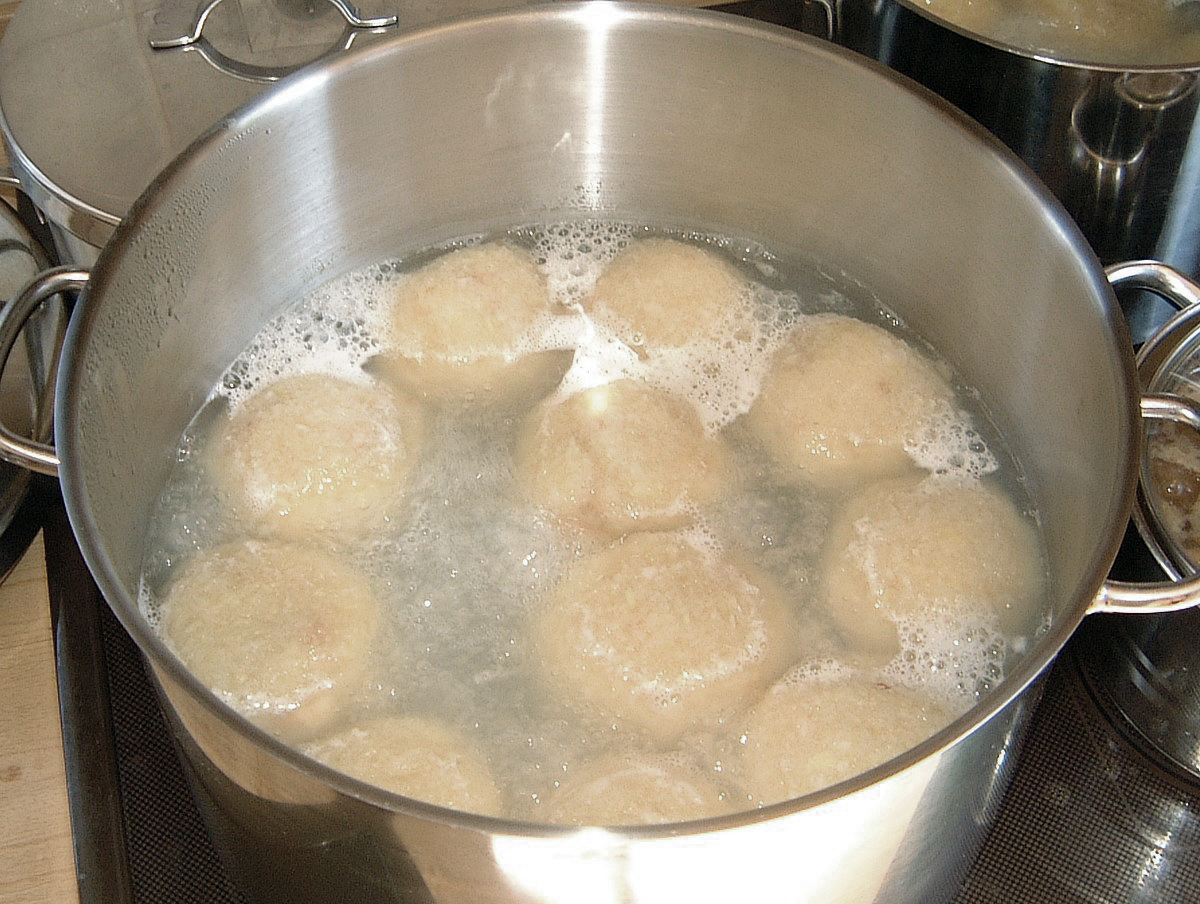
Баварские картофельные клёцки в процессе варки

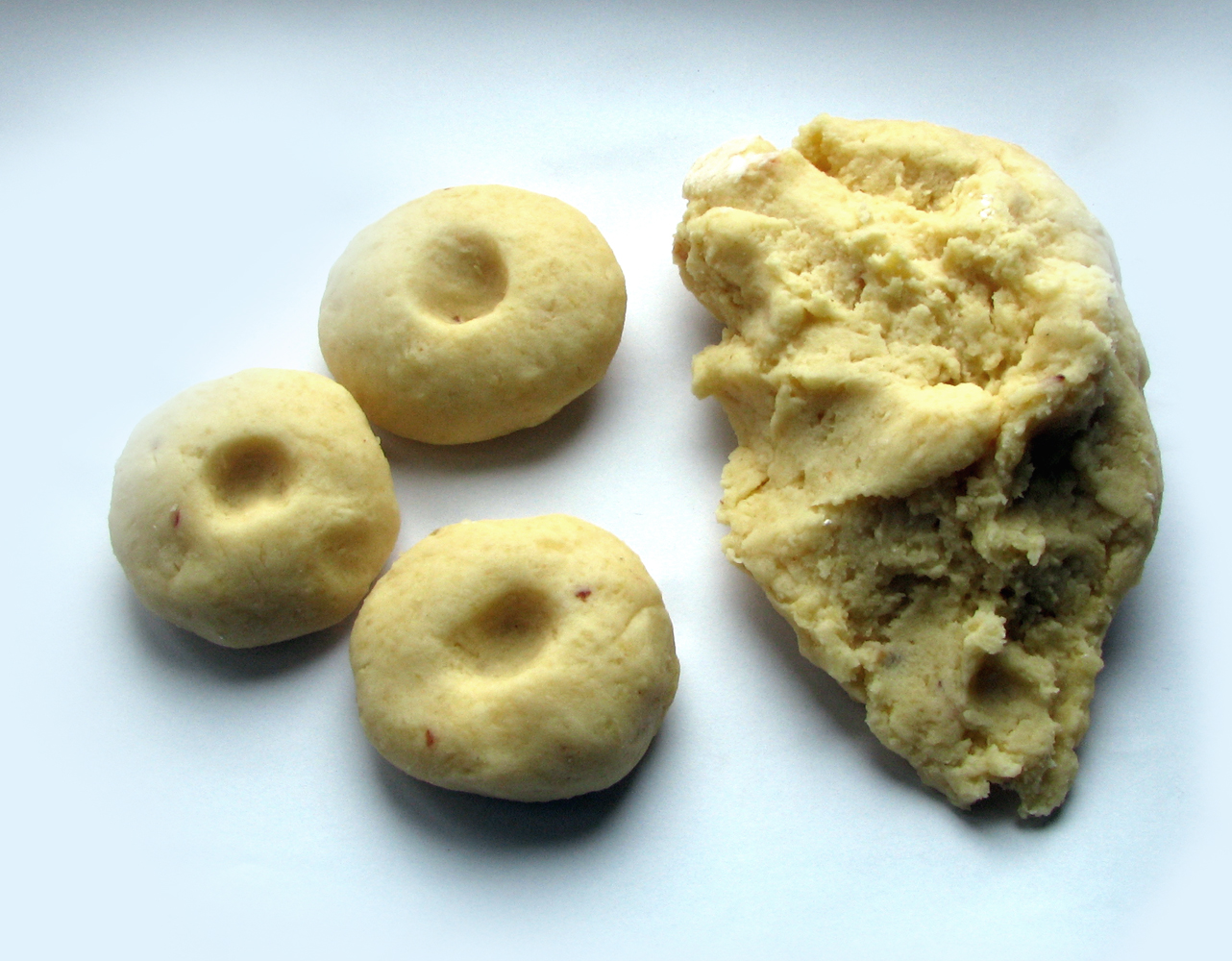
Заготовки силезских «резиновых» клёцек

Картофельные клёцки — популярные в Центральной, Восточной и
Северной Европе клёцки, приготовленные, в зависимости от рецепта, из измельчённого с помощью сита или пресс-пюре отварного или тёртого и отжатого сырого картофеля или их смеси, обычно с добавлением муки, яиц или манной крупы, и подаваемые преимущественно в качестве гарнира к мясным блюдам.
Картофельные клёцки существуют в самых разнообразных региональных вариантах и под самыми необычными названиями. В германском Фогтланде клёцки из сырого картофеля, в которые иногда добавляют манную крупу, картофельное пюре и кубики обжаренных гренок, называются «зелёными натёртыми» (Griegeniffte). Пропорция сырого и отварного картофеля в тюрингенских клёцках составляет 2:1, а в австрийских клёцках доля сырого картофеля составляет до трёх четвертей. В Австрии, Чехии и Словении в массу для картофельных клёцек часто добавляют мясо или шкварки, или фаршируют ими клёцки. Силезские клёцки из отварного картофеля с мукой, которые часто сопровождают традиционные блюда «силезское царство небесное» и голубцы из краснокочанной капусты, имеют характерное углубление по центру. Фаршированные шведские картофельные клёцки называются кропкакор.
Из отварного картофеля или картофельного пюре получаются клёцки кашеобразной консистенции, поэтому, чтобы они не развалились, в такое тесто часто добавляют куриное яйцо. Клёцки из отварного картофеля появляются в десертных блюдах, например, фаршированные сливовые или абрикосовые клёцки. Клёцки из тёртого сырого картофеля мучнистых сортов имеют более зернистую структуру и слегка прозрачную поверхность. Чтобы сырая картофельная масса не темнела, применяются специальные продукты на основе сульфита натрия.